# Астафьев, Михаил Иванович
Михаил Иванович Астафьев (1821—1884), российский военный и государственный деятель из рода Астафьевых, генерал-лейтенант. Губернатор Эриванской губернии в 1864—1868 годах, губернатор Оренбургской губернии в 1878—1884 годах.

## Биография
Родился в Калуге в 1821 году в дворянской семье Астафьевых.
В апреле 1840 года был выпущен из Дворянского полка с чин прапорщика. В 1842—1844 годах учился в Императорской военной академии и при выпуске за отличные достижения в учёбе 22 декабря 1844 года был удостоен чином младшего поручика; 31 января 1845 года  был направлен в Оренбургский отдельный корпус, но вскоре после этого, 6 марта 1846 года, после получения чина поручика, перенаправлен на службу в Отдельный Кавказский корпус, в распоряжение командующего войсками Северного и Нагорного Дагестана.
В период с 1846 по 1859 год участвовал в сражениях Кавказской войны. В 1849 году получил чин штабс-капитана, в 1852 году —  капитана, а в 1857 году — полковника. За эти годы он награждался орденами и медалями, получил золотое оружие с надписью «За храбрость». Стал начальником штаба войск лезгинской кордонной линии. В 1860 году он был командиром Менгрельского гренадерского полка.
С 25 марта 1864 года по 9 сентября 1868 года был губернатором Эриванской губернии (в его честь в 1869—1883 годах нынешняя улица Абовяна в Ереване была названа Астафьевской (арм. Աստաֆյանի փողոց)); 30 августа 1865 года был произведён в генерал-майоры.
В 1868 году он был назначен начальником Управления государственного имущества и лесного хозяйства на территории Кавказа.
В последующие годы состоял в должности управляющего сельскохозяйственными и промышленными делами на Кавказе и в Закавказье, а также членом Генерального Совета при Кавказском наместничестве. В 1871 году он был председателем комиссии по участию Кавказа на Московской политехнической выставке .
Подал в отставку по состоянию здоровья 28 октября 1876 года и был уволен со службы с правом ношения мундира. Спустя полтора года, 16 февраля 1878 года, Астафьев был возвращён на службу: назначен Оренбургским губернатором, а 1 июля того же года назначен наказным атаманом Оренбургского казачьего войска. В 1879 году за отличие по службе был произведён в генерал-лейтенанты и удостоен высочайшего благоволения. Его деятельность на посту губернатора пришлась на годы борьбы с пожарами 1879 года и уничтожением посевов 1880—1882 гг. По указу Астафьева лицам, «потерпевшим разорение от пожара», было роздано 40 тысяч рублей.
Когда в Оренбургской губернии распространились ложные слухи (пущенные, скорее всего, из Казани) о насильственном обращении мусульман в христианство, к губернатору толпами повалили встревоженные татары и башкиры. Больше месяца они ежедневно наполняли двор и приёмный зал губернаторского дома, и Астафьев день за днём с удивительным терпением и хладнокровием выслушивал нелепые, вздорные, часто грубые и агрессивные протесты, но ни разу даже не пригрозил применить силу, сам толкуя с ходоками об их заблуждениях и разъясняя, что в христианство нельзя обратить насильно. Его терпение и вдумчивое отношение к растерявшимся людям помогло прекратить волнения.
Умер 9 (21) июня 1884 года в результате перенесенного ранее инсульта. Был похоронен в усыпальнице Свято-Успенского женского монастыря, недалеко от местного главного храма. В его честь была названа одна из станиц второго военного отдела Оренбургского казачьего полка.

## Награды
- орден Св. Анны 3-й ст. с бантом (1847)
- орден Св. Владимира 4-й ст. с бантом (1848)
- Золотая шпага с надписью «За храбрость» (1849)
- орден Св. Анны 2-й ст. (1851; императорская корона к ордену — 1852)
- орден Св. Владимира 3-й ст. с мечами (1862)
- орден Св. Станислава 1-й ст. (1866)
- орден Св. Анны 1-й ст.

- персидский орден Льва и Солнца 1-й ст. (1868)

- медаль «В память войны»
- медаль «За покорение Чечни и Дагестана»
- Крест за службу на Кавказе
- Знак об окончании Николаевской академии генерального штаба.

## Семья
Он женился на Софье Павловне, вдове статского советника Ивана Дрейера. Дети: Михаил (1866 г.р.) и Любовь (1871 г.р.), а также 6 детей жены от первого брака. Жена и дети от первого брака исповедовали лютеранство, а Астафьев и двое его детей исповедовали православие .
У Астафьевых было около 2000 десятин земли в Закавказье.